# Fondkapitalism
Fondkapitalism är ett ekonomiskt uttryck som används av debattörer som vill fästa uppmärksamhet på att en stor del av världens börser nu utgörs av företag som inte kontrolleras av enskilda kapitalägare, familjer eller grupper. Ägare är istället miljontals småsparare, försäkringstagare och blivande pensionärer, vilka överlåtit sina besparingar till tjänstemän som hanterar olika fonder. Enligt ekonomijournalisten Olle Rossander ägs aktierna på New Yorks och Londons börser till övervägande del av fonder. I Sverige finns drygt 1200 olika fonder som totalt har hand om ca 1300 miljarder kronor, vilket motsvarar hälften av Sveriges BNP. Inom hela EU tros mängden pengar som placerats i fonder vara uppe i omkring 5 500 miljarder euro (ca 50 000 miljarder kronor). En stor del av orsaken till boomen med fonder är enligt Rossander att de flesta antas leva lång tid efter pensionen, till skillnad mot i början av 1900-talet då de flesta dog innan de hann få ut någon statlig pension.